# شهرستان لنه-ویرو
شهرستان لنه-ویرو (به استونیایی: Lääne-Viru maakond) یکی از شهرستان‌های کشور استونی است.
این شهرستان در سال ۲۰۱۱ میلادی ۶۶٬۸۶۱ نفر جمعیت داشته‌است و مرکز آن شهر راکوره است.

## نگارخانه

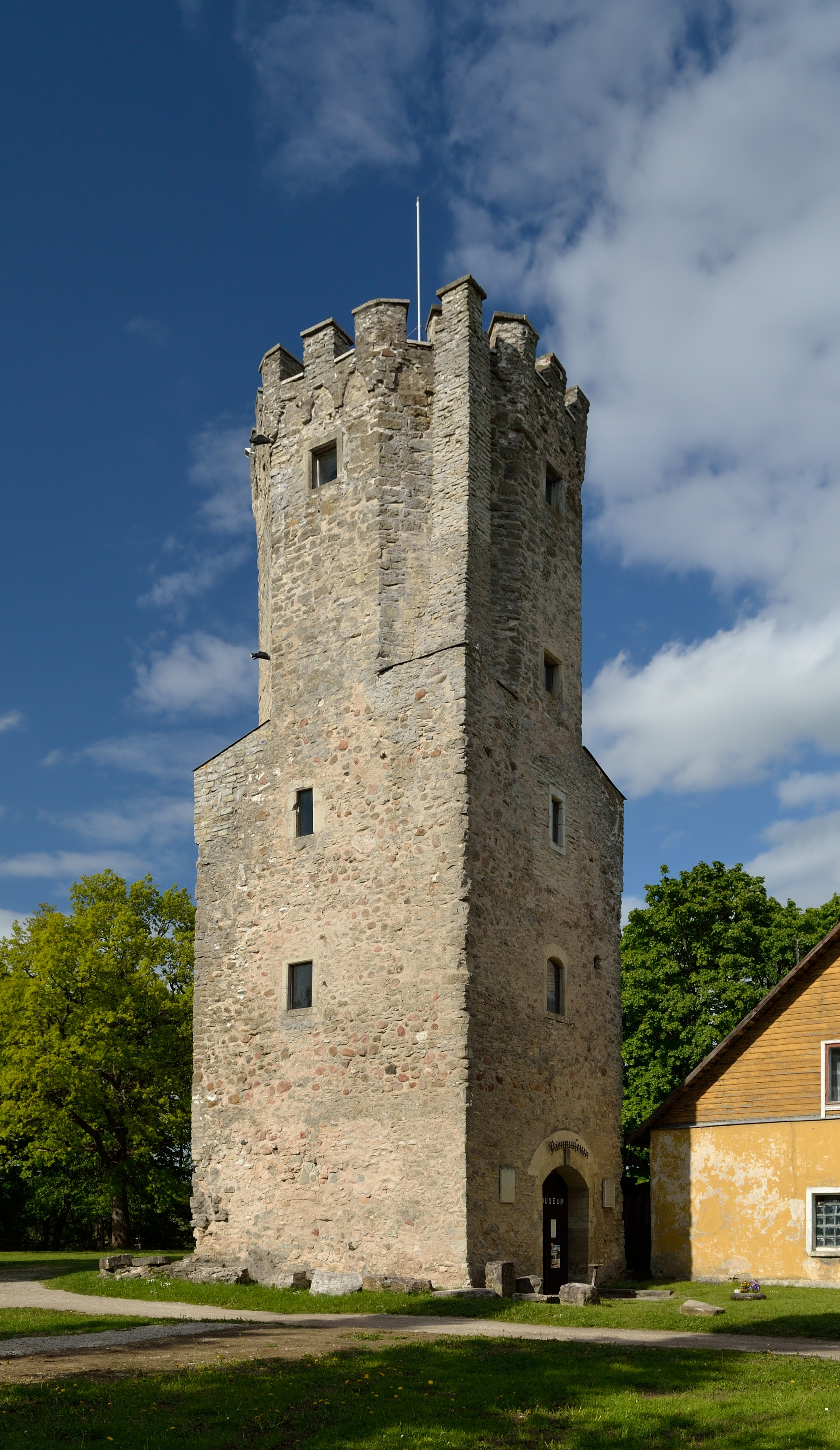
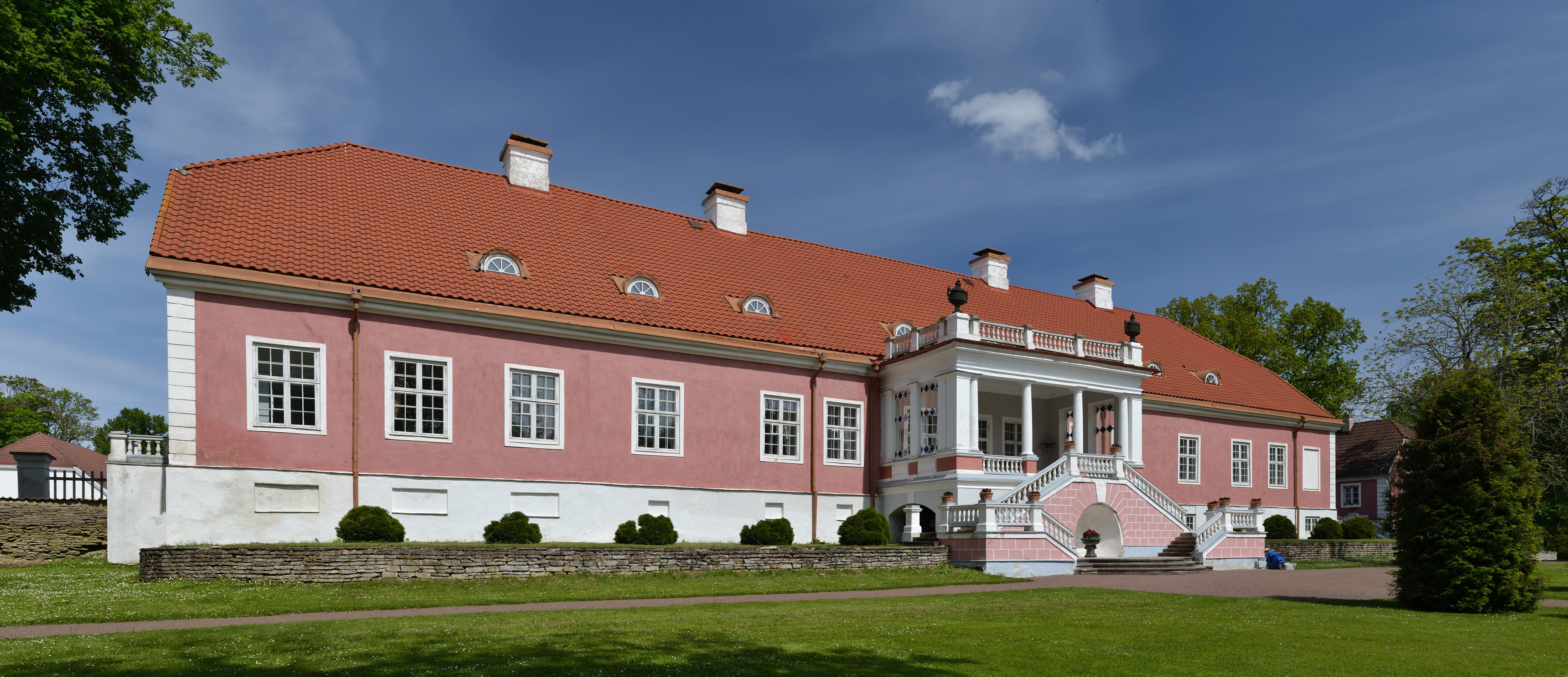
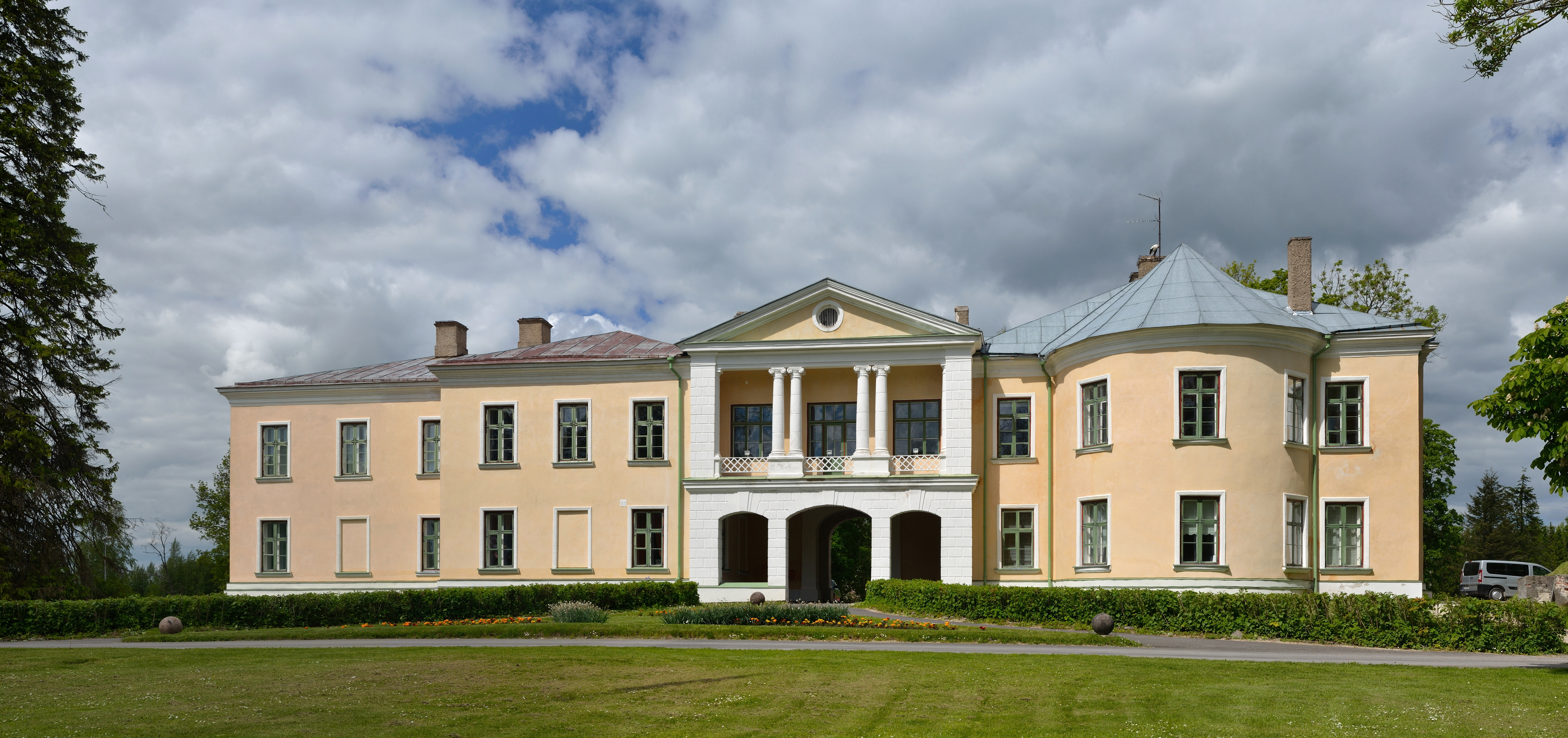
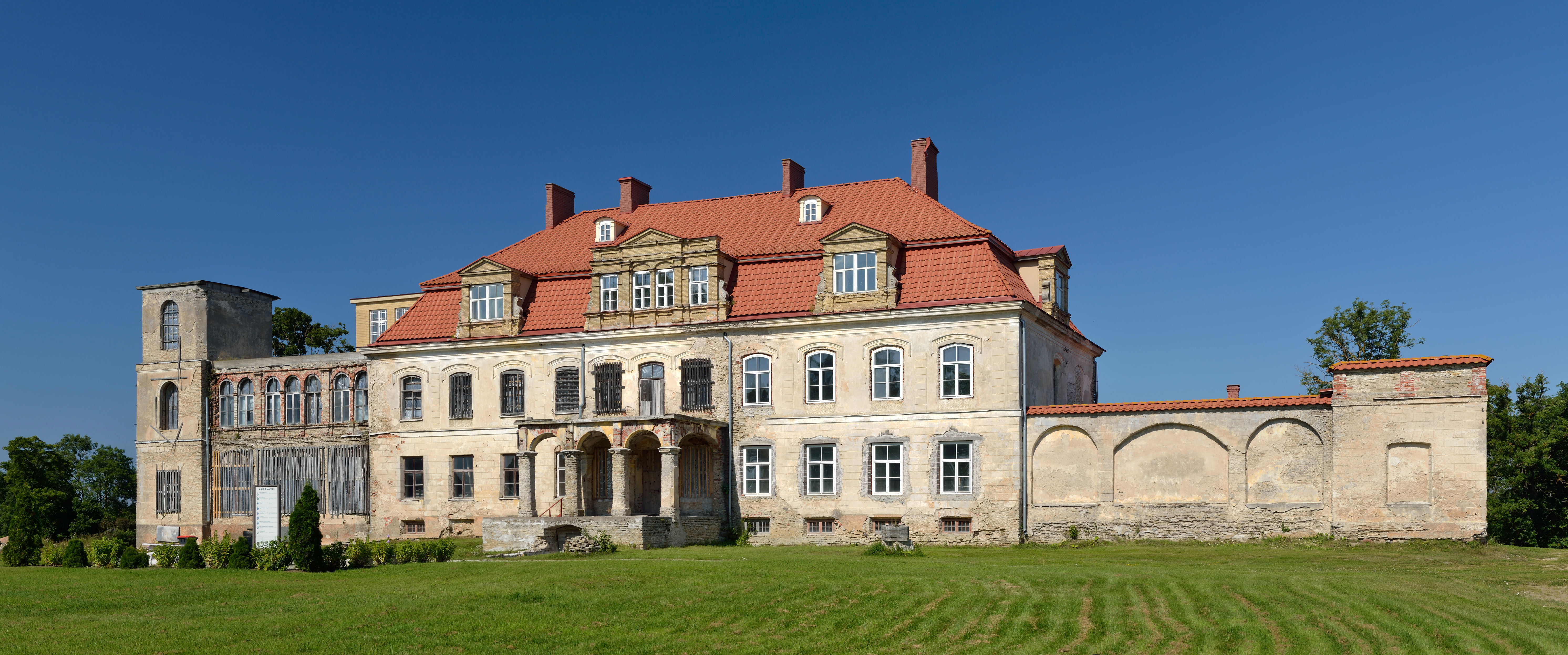
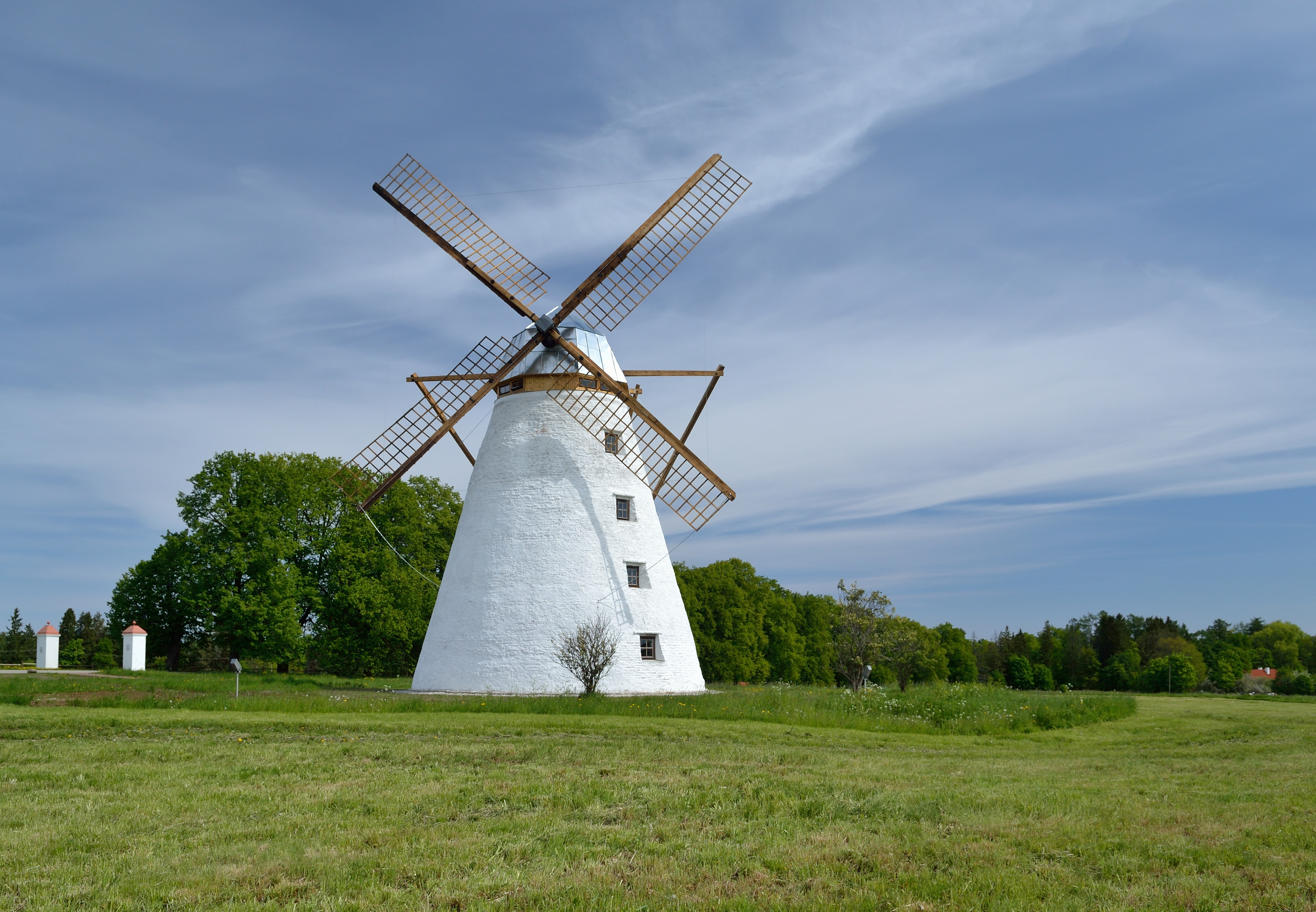
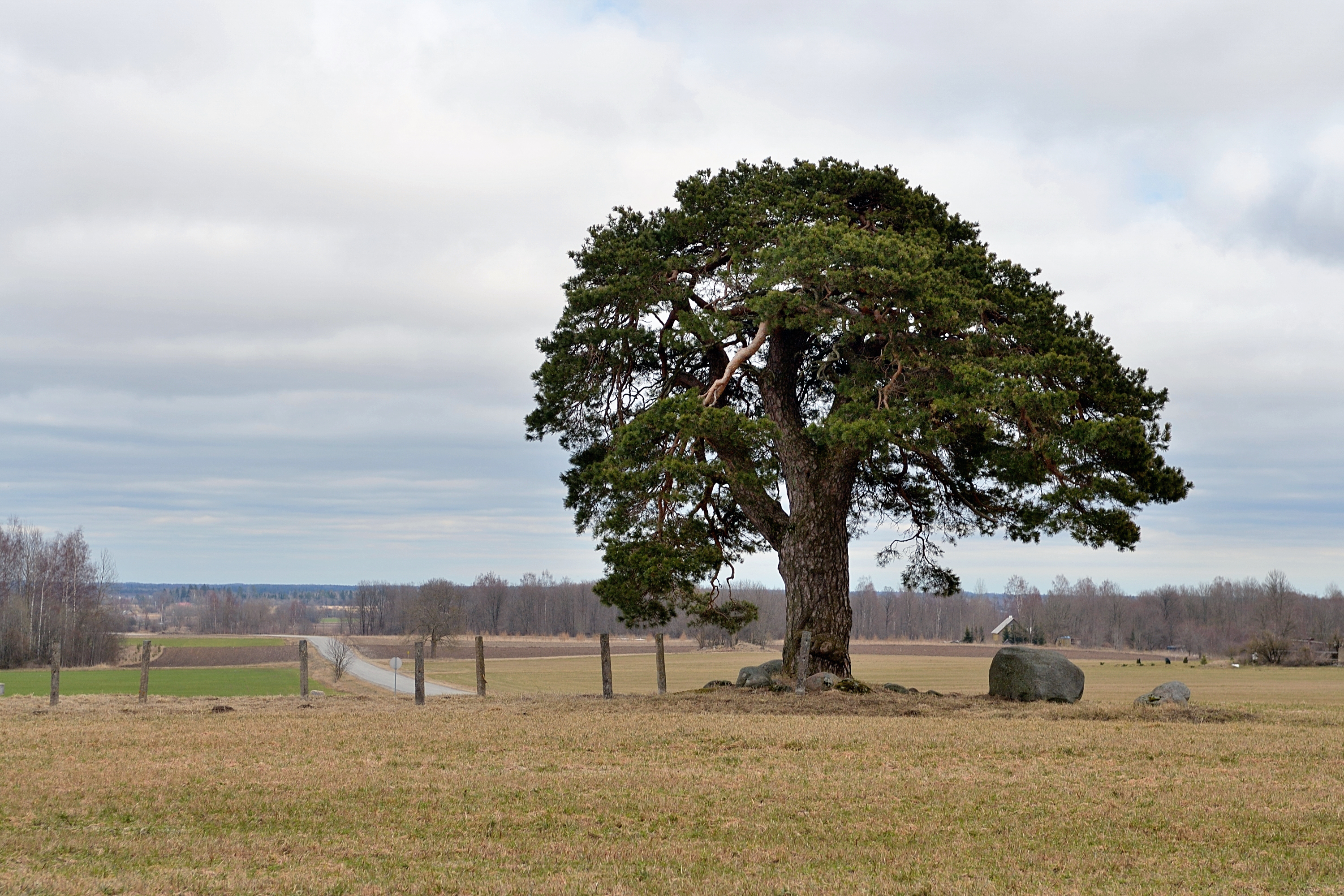
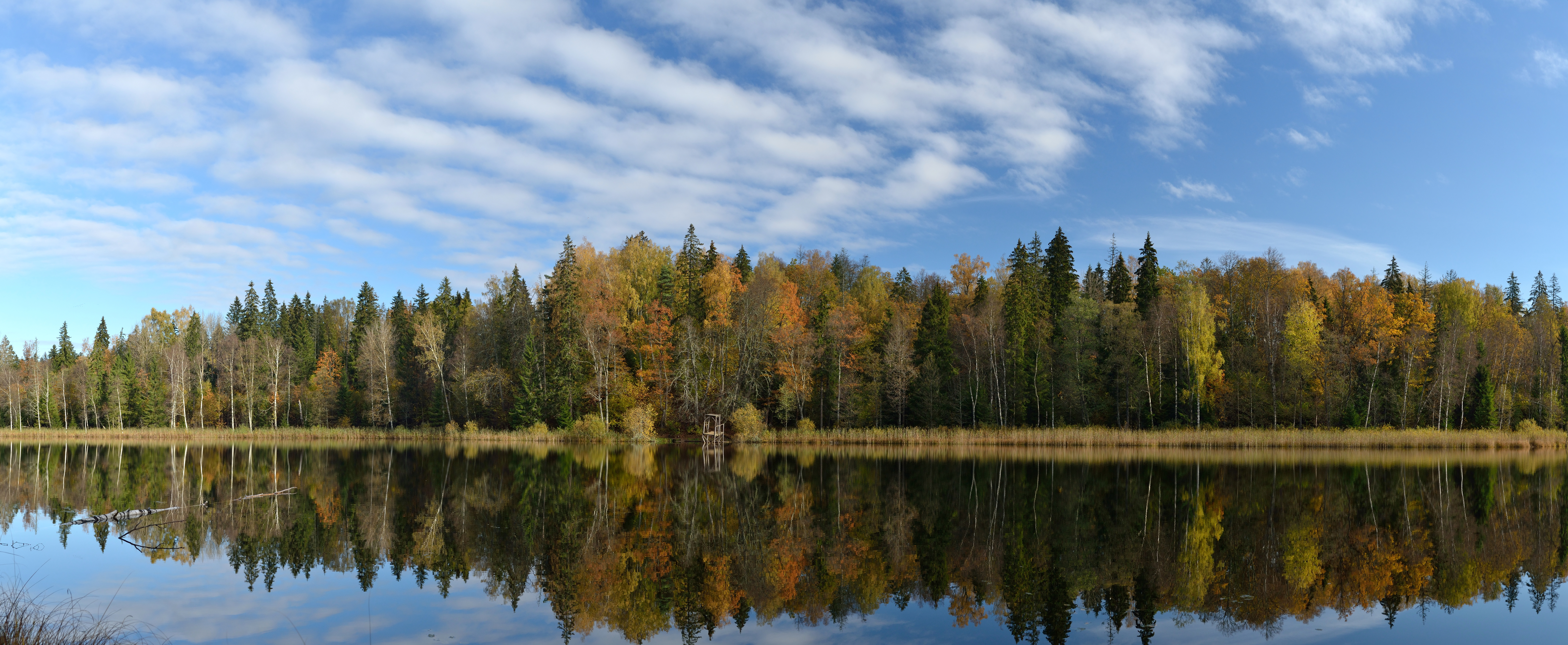

## شهرها
- کوندا
- راکوره

## شهرداری‌ها
| رتبه | شهرداری            | نوع     | جمعیت (۲۰۱۸) | مساحت km2 | تراکم   |
| ---- | ------------------ | ------- | ------------ | --------- | ------- |
| ۱    | دهستان هالیالا     | روستایی | ۴٬۳۸۹        | ۵۴۷       | ۸٫۰     |
| ۲    | دهستان کادرینا     | روستایی | ۴٬۹۵۸        | ۳۵۵       | ۱۴٫۰    |
| ۳    | دهستان راکوره      | روستایی | ۵٬۵۶۶        | ۲۹۶       | ۱۸٫۸    |
| ۴    | راکوره             | شهری    | ۱۵٬۶۱۳       | ۱۱        | ۱٬۴۱۹٫۴ |
| ۵    | دهستان تاپا        | روستایی | ۱۱٬۲۵۲       | ۴۷۹       | ۲۳٫۵    |
| ۶    | دهستان وینی        | روستایی | ۶٬۹۱۹        | ۱٬۰۱۳     | ۶٫۸     |
| ۷    | دهستان ویرو-نیگولا | روستایی | ۵٬۹۸۱        | ۳۱۱       | ۱۹٫۲    |
| ۸    | دهستان وایک-ماریا  | روستایی | ۶٬۰۱۶        | ۶۸۳       | ۸٫۸     |